# Parque eólico de Scout Moor
Vista aérea do parque eólico de Scout Moor
O parque eólico de Scout Moor é o segundo maior parque eólico terrestre da Inglaterra. O parque eólico, construído para a Peel Wind Power Ltd, produz eletricidade a partir de 26 aerogeradores Nordex N80. Ele tem uma capacidade máxima de 65 MW de eletricidade, fornecendo 154.000 MW-h por ano; o suficiente para atender às necessidades médias de 40.000 residências. O local ocupa 545 ha de páramo aberto entre Edenfield, Rawtenstall [en] e Rochdale, e está dividido entre o Metropolitan Borough of Rochdale, no norte da Grande Manchester, e o Borough of Rossendale, no sudeste de Lancashire. As turbinas são visíveis de lugares tão distantes quanto o sul de Manchester, a 24-32 km de distância.
Um grupo de protesto foi formado para resistir à construção proposta e atraiu o apoio do botânico e ativista ambiental David Bellamy. Apesar da oposição, a permissão de planejamento foi concedida em 2005 e a construção começou em 2007. Embora o trabalho no projeto tenha sido prejudicado pelo clima severo, pelo terreno difícil e pela atividade de mineração anterior, o parque eólico foi oficialmente inaugurado em 25 de setembro de 2008, após “anos de controvérsia”, a um custo de £ 50 milhões.
Em 2012, a Peel Energy vendeu sua participação de 50% na instalação para a divisão de gerenciamento de ativos da Munich Re, a MEAG. A outra participação de 50% também foi comprada pela MEAG da HgCapital Renewable Power Partners.

## Geografia
Scout Moor é uma charneca montanhosa de turfa e urze em South Pennines, atingindo uma elevação máxima de 473 m em seu pico, Top of Leach. A geologia subjacente - uma mistura de rocha dura e xistos macios - pertence, em linhas gerais, às Lower Coal Measures. A rocha e os xistos se desgastam em taxas diferentes, dando à área uma paisagem de “escarpas íngremes separadas por prateleiras inclinadas”, embora a cúpula principal da charneca seja plana e arredondada. A charneca cobre uma área de cerca de 545 ha, dos quais menos de 8,5 ha, cerca de 2%, são ocupados pelo parque eólico.

Parque eólico de Scout Moor visto do monumento Peel em en

Scout Moor Quarry, uma mina a céu aberto de 100 ha em Edenfield é usada para a extração de arenito e pedra, e antigamente tinha sua própria linha férrea. A margem leste do Parque eólico de Scout Moor se estende até Hail Storm Hill (também conhecido como Cowpe Moss), um dos 180 montes com um pico maior que 150m de altitude em terras britânicas. A presença de carvão sob Scout Moor levou a uma mineração de carvão rasa extensa e não registrada na área durante os séculos XVIII e XIX. Entradas de minas e veios de carvão desse período marcam a paisagem.

## História

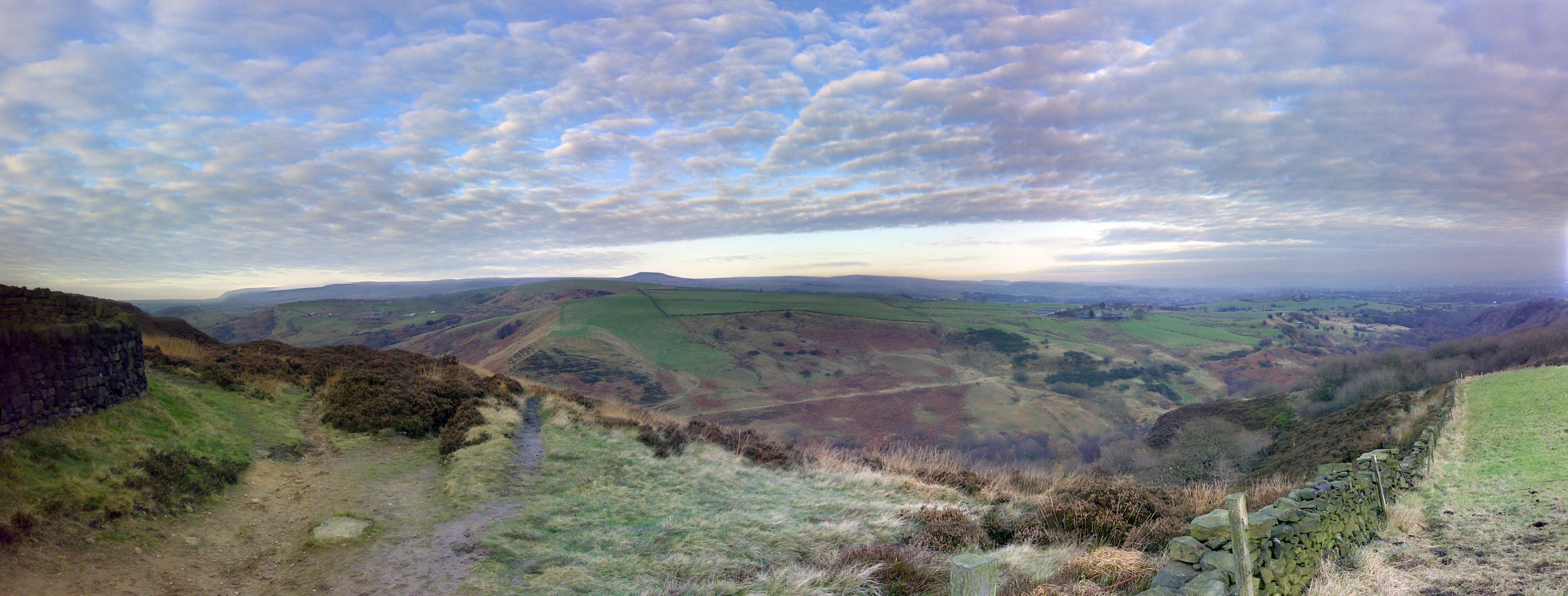
Vista de Scout Moor, perto de Cheesden Valley, antes da construção do parque eólico

Um dos significados de scout é uma longa cadeia de rochas, que parece “disparar” horizontalmente. Acredita-se que a palavra seja uma variação do inglês antigo sceot, que significa “tiro” ou “atirar”, sugerindo um assentamento anglo-saxão na localidade em uma época muito antiga.
Embora o governo britânico tenha estabelecido uma meta de 10% para a proporção de eletricidade produzida por energia renovável até 2010, a energia eólica no Reino Unido tem um longo histórico de controvérsias, com uma taxa média de aprovação de permissão de planejamento de apenas 28% para parques eólicos em terra. A Scout Moor foi identificada pela primeira vez como um excelente local para um parque eólico em 2001. A Peel Holdings contratou os consultores de pesquisa de mercado MORI para realizar uma pesquisa telefônica durante dezessete dias em 2002, solicitando as opiniões dos residentes em Bury, Rossendale e Rochdale sobre os parques eólicos em geral e a região de Scout Moor em particular. Os resultados mostraram que 88% dos entrevistados achavam que os parques eólicos eram uma ideia muito boa ou razoavelmente boa, 72% achavam que o projeto Scout Moor era uma ideia muito boa ou razoavelmente boa e 63% declararam que a energia eólica era a fonte de energia preferida.
A proposta de construção de um parque eólico, em uma parceria entre a United Utilities e a Peel Holdings, foi anunciada em 2003. Pouco depois, um grupo de interesse, The Friends of Scout and Knowle Moor, foi formado e, em 9 de setembro de 2003, representantes do grupo participaram de uma reunião do Metropolitan Borough of Bury's, Ramsbottom and Tottington Area Board para se opor aos planos. Na reunião, o porta-voz do grupo disse que, embora apoiassem o uso de energia alternativa, achavam que essa era a área errada. Entre as objeções estavam o fato de que o esquema era contrário ao Plano de Desenvolvimento Unitário e ao Cinturão Verde, e afetaria negativamente terras comuns, campos abertos e áreas de importância ecológica e valor paisagístico especial. O grupo também considerou que o desenvolvimento proposto estaria fora de escala com a paisagem, afetando negativamente a turfa, os cursos d'água e a vida selvagem, e teria um impacto visual seriamente prejudicial, além de causar incômodo sonoro.
A segunda apresentação foi feita por um representante do Parque eólico de Scout Moor, que argumentou sobre a necessidade de a Grã-Bretanha produzir energia limpa e verde, sem emissões nocivas, para combater os perigos crescentes do aquecimento global. Ele continuou dizendo que o Reino Unido tem menos parques eólicos do que outros países industrializados importantes da Europa, apesar de ser um país com mais vento, e que o noroeste da Inglaterra tem um histórico particularmente ruim, com apenas 1,3% da eletricidade gerada a partir de energia renovável. Após essa reunião, a campanha para se opor à proposta ganhou força e, em novembro de 2003, foi realizado um protesto na charneca, liderado pelo professor David Bellamy, que faz campanha ambiental.

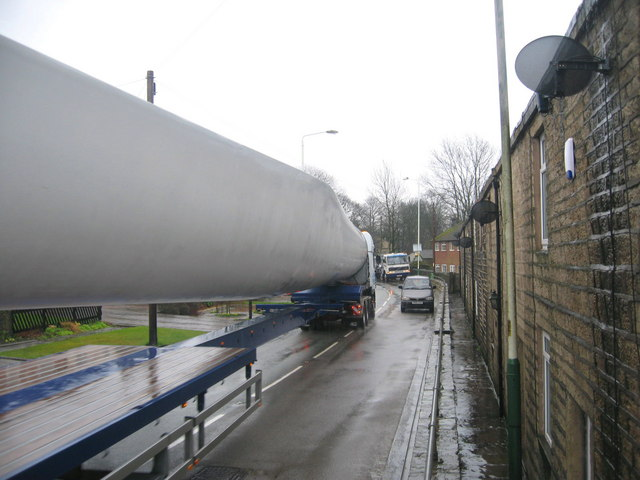
Pá de 40 metros passando por Edenfield

Embora o Bury Metropolitan Borough Council tenha apoiado a proposta, foram levantadas objeções pelo Lancashire County Council, Rochdale Metropolitan Borough Council e Rossendale Borough Council, e uma consulta pública foi realizada em novembro e dezembro de 2004. O Secretário de Estado do Comércio e Indústria deu consentimento formal ao pedido de desenvolvimento do parque eólico em maio de 2005, quando a United Utilities já havia vendido sua participação no projeto e encerrado seu envolvimento. Várias condições foram impostas:
De acordo com a seção 106 da Lei de Planejamento Urbano e Rural (1990), o requerente deverá estabelecer um plano de gerenciamento de habitat. Outras condições foram impostas ao desenvolvimento, incluindo:

- As trilhas de acesso a todas as áreas e ao redor das bases das turbinas devem permanecer sem cercas. O acesso será permitido no local durante toda a vida útil do empreendimento para o público e para o gado.
- A construção será realizada fora da época de nidificação das aves.
- Será realizada uma pesquisa para estabelecer a presença de texugos na área antes que o desenvolvimento ocorra.
- Nenhum desenvolvimento deverá ocorrer até que haja uma investigação arqueológica completa.

Mais condições foram anexadas à autorização e várias pesquisas e avaliações devem ser realizadas pelo solicitante antes do início do desenvolvimento.
Em 20 de abril de 2006, Janet Anderson (Membro do Parlamento de Rossendale e Darwen) perguntou a Margaret Beckett, então Secretária de Estado para o Meio Ambiente, Alimentação e Assuntos Rurais, se o desenvolvimento atenderia às disposições da Commons Bill com relação à proteção e ao acesso público a terras comuns. A resposta de Jim Knight (Subsecretário Parlamentar de Estado para Assuntos Rurais, Paisagem e Biodiversidade) foi que “essas solicitações são feitas de acordo com a seção 147 da Inclosure Act 1845. De acordo com essas disposições, é levado em consideração o efeito da troca no direito legal de acesso do público em geral à terra. As disposições futuras da Commons Bill não são relevantes”.

### Construção

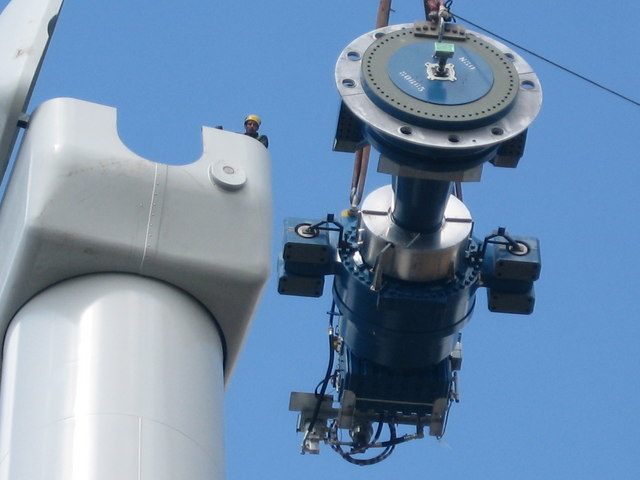
Caixa de engrenagens, eixo do rotor e conjunto de freio sendo levantados na posição

O planejamento detalhado do projeto foi concluído em meados de 2006 e a construção começou em janeiro de 2007. A primeira etapa foi a construção de uma estrada de acesso estável, mas a área estava coberta por uma camada de turfa com baixa capacidade de sustentação de carga. Toda a área também foi submetida a uma extensa mineração de carvão durante o século XIX e início do século XX, portanto, havia a possibilidade de subsidência. Para resolver esses problemas, os vazios da mineração foram rejuntados e uma estrada flutuante foi construída, usando um sistema complexo de geotêxteis e geogrelha [en] para evitar que a estrada afundasse. Isso foi possível com a colocação de uma base de cascalho triturado, reforçada com grades de poliéster e polipropileno, para preencher todos os possíveis vazios da mina e garantir que a fraca resistência ao cisalhamento do subsolo fosse superada pelo material da camada de base. As turbinas eólicas chegaram a Scout Moor em partes, transportadas por grandes veículos de carga ao longo da rodovia M66 até Edenfield, como parte de um comboio de entrega que durou 76 dias.
O clima restringiu a construção do parque eólico para as equipes da empreiteira McNicholas e do fornecedor alemão de turbinas Nordex. Durante os estágios finais, o gerente de projeto da McNicholas foi citado como tendo dito:
O clima foi, sem dúvida, o maior desafio que enfrentamos aqui. Trabalhamos com velocidades de vento muito superiores a 120 mph e temperaturas tão baixas quanto 12 graus Celsius negativos, o que é mais parecido com 25 graus negativos com o fator de resfriamento pelo vento. Já trabalhei em muitos projetos de construção de parques eólicos, mas as condições adversas tornaram este um dos mais difíceis ... Gastamos £30.000 em equipamentos de proteção individual para os trabalhadores. Mantê-los aquecidos, alimentados e em movimento nessas condições é um grande projeto de gerenciamento de pessoal, mas nós conseguimos.
O parque eólico, que se estende por quase 3,2 km de pântano aberto entre Edenfield, Rawtenstall e Rochdale, foi inaugurado oficialmente em 25 de setembro de 2008 e era, na época, o maior parque eólico em terra da Inglaterra. Em 26 de agosto de 2008, 21 das 26 turbinas haviam sido comissionadas e 4.000 MW-h de eletricidade haviam sido exportados para a rede nacional. As turbinas são visíveis do sul de Manchester, a 24-32 km de distância, e espera-se que produzam eletricidade suficiente para atender às necessidades de 40.000 residências médias. O Scout Moor tem capacidade para produzir um total de 65 MW, em comparação com a capacidade de 90 MW de Kentish Flats [en], o maior parque eólico terrestre do Reino Unido. O custo total do projeto Scout Moor foi de £ 50 milhões, mas a Peel Holdings espera que as turbinas estejam em operação por pelo menos 25 anos. Desde sua inauguração, o parque eólico "se tornou uma verdadeira atração turística"; um calendário com fotografias da construção do parque eólico foi apresentado em notícias locais.

## Planos futuros
Ao longo da vida útil do parque eólico, a subsidiária de energia da Peel Holdings, a Peel Wind Power Ltd, fornecerá até £ 500.000 para ajudar os proprietários de terras a criar áreas de biodiversidade nas terras ao redor da charneca. Um habitat-alvo principal que deverá ser aprimorado e recriado de acordo com o Plano de Aprimoramento de Habitat é o pântano de terras altas e habitats importantes para skylarks e aves limícolas na orla da charneca. Para receber financiamento, os proprietários de terras em uma área identificada precisarão se candidatar a um painel composto por representantes da Peel, das autoridades locais e de especialistas ecológicos independentes. Esse painel se reunirá regularmente ao longo do ano.
A Peel Wind Power é membro da RenewableUK e declara em seu perfil de membro que está buscando ativamente novas oportunidades no setor de energia renovável. Em novembro de 2008, a empresa anunciou um acordo de dois anos para analisar o desenvolvimento de parques eólicos em terras de propriedade da UK Coal. Se os 14 locais abrangidos pelo acordo fossem desenvolvidos com sucesso, eles teriam o potencial para 54 turbinas eólicas que gerariam até 133 megawatts de energia. Steven Underwood, diretor da Peel Energy, disse: “Esse acordo é um passo importante para a Peel Energy, que expande significativamente seu portfólio terrestre e ganha acesso a alguns dos locais com melhor potencial para parques eólicos do Reino Unido”. O grupo Peel detém uma participação de 28% na UK Coal.
Em uma reunião privada realizada em maio de 2007 entre os desenvolvedores, a EnergieKontor UK, e os conselheiros locais convidados, foram apresentados planos para outro grande parque eólico composto por 24 turbinas nos pântanos acima da vizinha Haslingden, abrangendo Thirteen Stone Hill e Oswaldtwistle [en] Moor. Após a reunião, Catherine Pilling, conselheira do Partido Liberal Democrata de Rossendale, expressou sua opinião de que a beleza natural do Vale de Rossendale estava ameaçada, pois estava sendo cada vez mais visada pelos desenvolvedores de parques eólicos. “Nosso partido é muito favorável à energia renovável”, disse ela, “mas Rossendale é uma área de beleza extraordinária, e você tem que perguntar: será que eles estariam construindo algo semelhante no Lake District?" O líder do Rossendale Borough Council, Duncan Ruddick, que representa o distrito eleitoral de Worsley, em Rossendale, o local proposto para o novo parque eólico, disse que era contra os parques eólicos e que faria campanha contra o projeto e falaria no comitê de Controle de Desenvolvimento quando ele chegasse. O líder dos conselheiros locais trabalhistas também se opôs ao plano, dizendo que estava preocupado com o tamanho das turbinas e que o impacto visual sobre a “bela West Pennine Moors” seria devastador. A permissão de planejamento para o desenvolvimento foi concedida pelo Hyndburn Council em março de 2010.
Em agosto de 2015, a permissão de planejamento foi concedida pelo comitê de controle de desenvolvimento do Rossendale Borough Council para adicionar mais 14 turbinas em Scout Moor e criar o que se acredita que seria o maior parque eólico terrestre da Inglaterra, mas os planos atraíram muitas objeções dos residentes e duas petições foram lançadas por deputados locais que se opunham ao projeto. Em 2017, o Secretário de Estado para Comunidades e Governo Local, Sajid Javid MP, anulou a decisão do conselho de Rossendale, mas disse que estava “disposto a aprovar” duas turbinas adicionais em Rochdale com uma altura máxima de 115 metros, sujeitas a condições, o que potencialmente aumentaria Scout Moor para 28 turbinas.

## Especificações

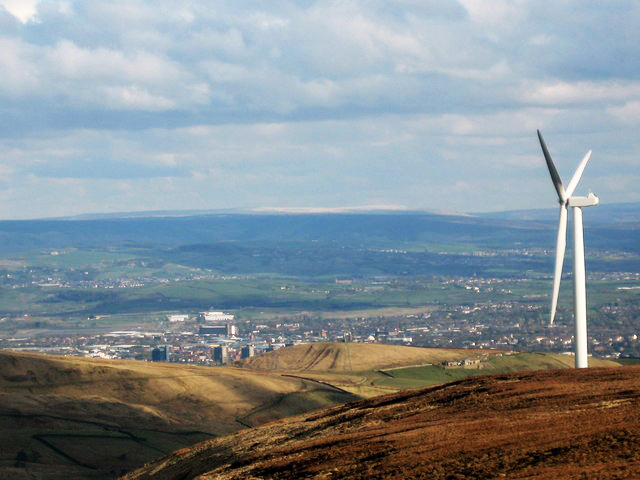
Torre da turbina nº 9 com vista para Rochdale

| Fabricante                                              | Nordex              |
| Modelo                                                  | N80                 |
| Altura da torre                                         | 60 metros           |
| Comprimento da pá                                       | 40 metros (131 pé)  |
| Altura máxima total                                     | 100 metros (328 pé) |
| Peso da turbina                                         | 250 toneladas       |
| Efeito máximo da turbina                                | 2,5 megawatts       |
| Capacidade máxima total                                 | 65 megawatts        |
| Eletricidade gerada por ano                             | 154.000 MW⋅h        |
| Fator de capacidade                                     | 27%                 |
| Total de dióxido de carbono ( CO2) deslocado por ano    | 160 000 toneladas   |
| Total de dióxido de enxofre ( SO2) deslocado por ano    | 2 000 toneladas     |
| Total de óxidos de nitrogênio ( NOx) deslocados por ano | 570 toneladas       |

### Fator de capacidade
Como os números apresentados na tabela acima foram publicados antes de as turbinas estarem em operação por um ano inteiro, eles são números projetados e não registrados. A velocidade do vento não é constante, portanto, a produção anual de energia de um parque eólico nunca atinge a soma das classificações da placa de identificação do gerador multiplicada pelo total de horas em um ano. A proporção da produtividade real em um ano em relação a esse máximo teórico é chamada de fator de capacidade. Os fatores de capacidade típicos são de 20 a 40%, com valores na extremidade superior da faixa alcançados em locais particularmente favoráveis. O fator de capacidade esperado para o parque eólico Scout Moor, calculado com base nos números projetados pela empresa, é de 27%. O fator de capacidade real calculado com base nos dados publicados pela OFGEM de janeiro de 2012 a dezembro de 2014 (três anos de dados) foi de 29,08%.